# Radenković
Radenković (en serbe cyrillique : Раденковић) est un village de Serbie situé dans la province autonome de Voïvodine et sur le territoire de la ville de Sremska Mitrovica, district de  Syrmie (Srem). Au recensement de 2011, il comptait 946 habitants.
Radenković est une communauté locale, c'est-à-dire une subdivision administrative, de la ville de Sremska Mitrovica.

## Géographie

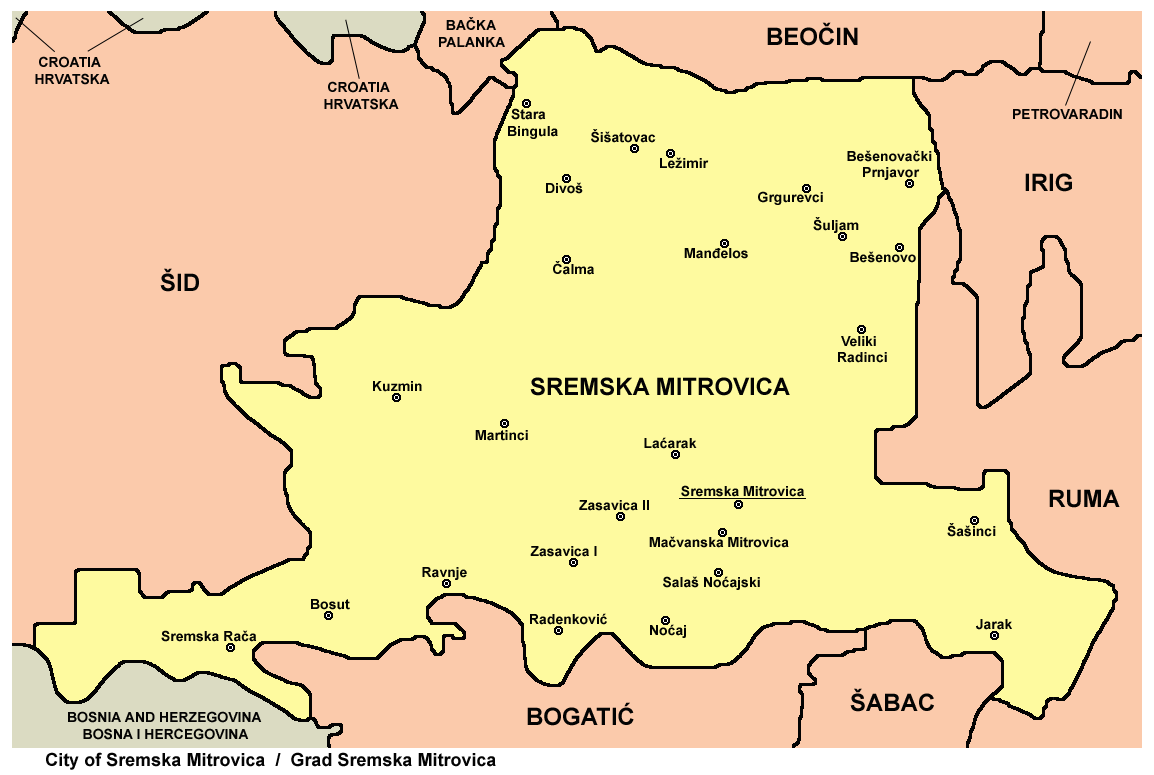
Localisation de Radenković dans la ville de Sremska Mitrovica

Bien qu'il soit rattaché au district de Syrmie, le village est situé dans la région de la Mačva. 

## Démographie

### Évolution historique de la population
| 1948  | 1953  | 1961  | 1971  | 1981  | 1991  | 2002  | 2011 |
| ----- | ----- | ----- | ----- | ----- | ----- | ----- | ---- |
| 1 134 | 1 169 | 1 161 | 1 105 | 1 040 | 1 076 | 1 086 | 946  |

|  |

### Données de 2002
Pyramide des âges (2002)
En 2002, l'âge moyen de la population était de 39 ans pour les hommes et 39 ans pour les femmes.
Répartition de la population par nationalités (2002)
En 2002, les Serbes représentaient 94,9 % de la population ; le village abritait également une minorité rom (4,4 %).

### Données de 2011
En 2011, l'âge moyen de la population était de 42,7 ans, 41,8 ans pour les hommes et 43,6 ans pour les femmes.